# كرسوع مكسيكي
كرسوع مكسيكي أو كرسوع أسود الرقبة (الاسم العلمي: Himantopus mexicanus) (بالإنجليزية: Black-necked Stilt)‏ هو نوع من الطيور يتبع جنس الكرسوع من الفصيلة النكاتية.